# Aplonis pelzelni
Aplonis pelzelni là một loài chim trong họ Sturnidae.